# Гоблин
 Тази статия е за митичното създание.  За корейския сериал вижте Гоблин (сериал).  
Гоблините (goblins) са приказни същества от западноевропейския фолклор и фентъзи литературата, които обикновено се описват като зли, свадливи и пакостливи по характер и гротескно грозни на външен вид. В различните произведения, в които те са персонажи, им се приписват различни (понякога противоречиви) способности, физически характеристики и темперамент. Подобни са на гномите и троловете.
Варианти на името са gobblin, gobeline, gobling, goblyn, gobelinus, като се предполага че произхожда от Kobold (германски дух).
Гоблините се срещат в народни приказки от Франция, Уелс, Холандия, Естония и скандинавските страни както и във Владая. Известен гоблин от германската и скандинавската митология е Ерлкьоних (Erlkönig) или още Ърлкинг (Erlking), който примамва хора до опасни пропасти, за да загинат. Легендата за него е разказана в баладата „Ерлкьоних“ на Гьоте. Литературни творби, в които гоблини играят първостепенни роли, са:
- комедийната пиеса „The Goblins“ от сър Джон Съклинг (1638, Англия),
- поемата „Goblin Market“ от Кристина Росети (1859 England),
- детския фантастичен роман „The Princess and the Goblin“ от Джордж Макдоналд (1872),
- „Davy and the Goblin“ от Чарлз Карил (1884).

Най-много за гоблините се говори в комиксите за Спайдър-мен. Най-известните злодеи гоблини са Зеления гоблин, Хобгоблин и Демогоблин.

## Гоблините от „Хобит“
В романа на Дж. Р. Р. Толкин гоблините са зли същества, които живеят в планинските пещери. Те хиляди години са прокопавали подземни лабиринти, от които е почти невъзможно да се измъкне някой външен. Страх ги е от нападение на орки и затова са направили множество тайни тунели и изходи.